# Czumaćke (obwód doniecki)
Czumaćke (ukr. Чумацьке, do 2024 Puszkine, ukr. Пушкіне) – osiedle na Ukrainie, w obwodzie donieckim, w rejonie pokrowskim, w hromadzie Pokrowsk. W 2001 liczyło 193 mieszkańców.